# Colonie de Saybrook
 (janvier 2017).
1635–1644

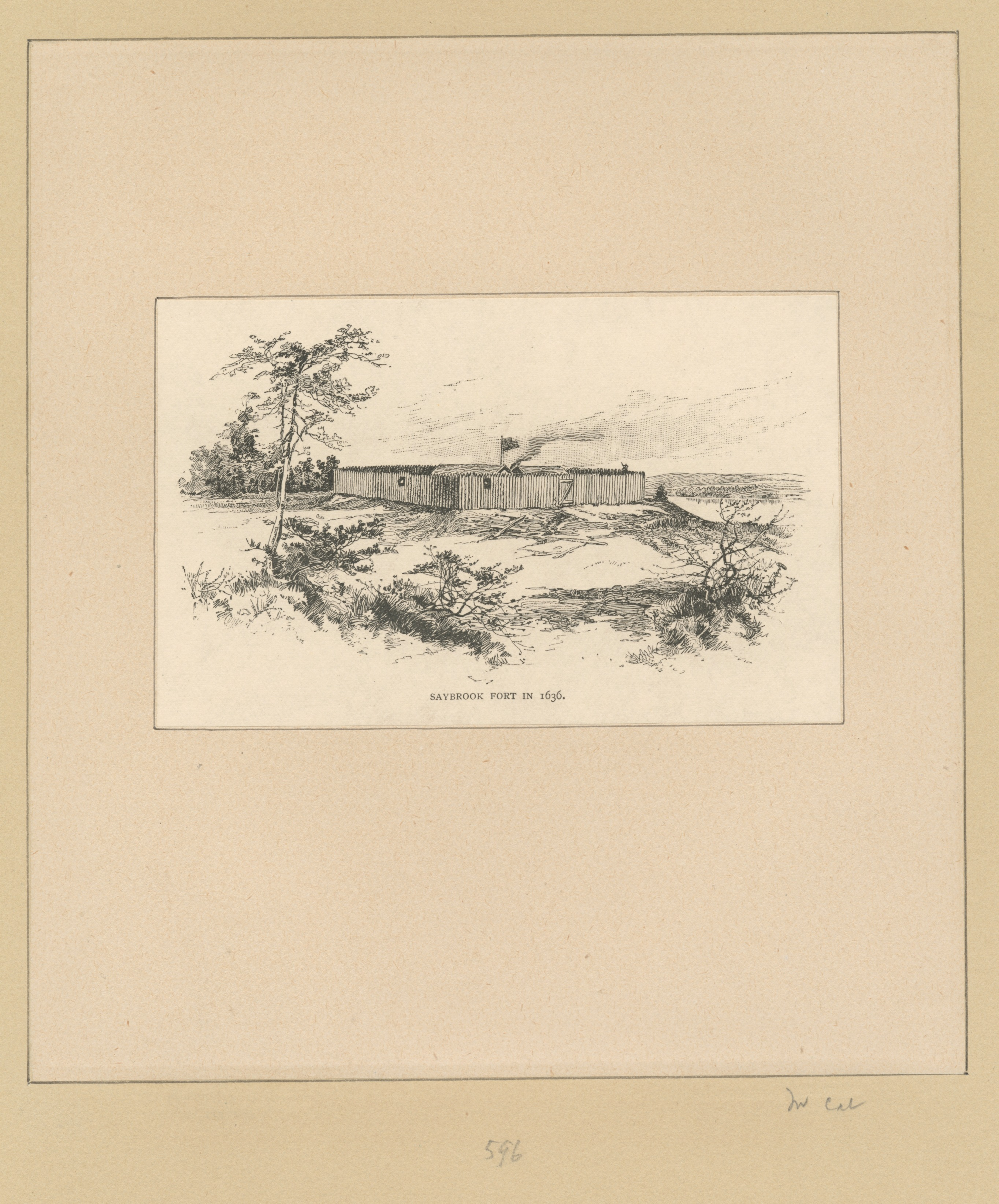
Le fort Saybrook en 1636.

La colonie de Saybrook a été fondée à la fin de l'année 1635, à l'embouchure du fleuve Connecticut, dans ce qui est maintenant Old Saybrook, par John Winthrop, fils de John Winthrop, père, le gouverneur de la colonie de la baie du Massachusetts. Winthrop, fils, fut nommé gouverneur par les premiers colons, qui comptaient notamment parmi eux le colonel George Fenwick et le capitaine Lion Gardiner. Ils prirent possession de la terre par l'intermédiaire d'un acte de cession de Robert Rich, 2e comte de Warwick. La colonie fut nommée en l'honneur de deux Lords : William Fiennes, 1er vicomte Saye et Sele, et Robert Greville, 2e baron Brooke, d'éminents parlementaires et propriétaires des concessions territoriales de la colonie.
Les premiers colons étaient d'ardents partisans d'Oliver Cromwell et de la démocratie. Dans les années 1630, dans ce qui est devenu depuis le Connecticut, la rumeur circulait que Cromwell s'apprêtait à émigrer de l'Angleterre vers Saybrooke, accompagné par d'autres illustres promoteurs puritains de la colonie, tels que John Pym, John Hampden, Arthur Haselrig, et les Lords Saye et Brooke. Jusqu'à la fin des années 1770, les résidents d'Old Saybrook discutaient encore de quelles terres donner à d'éminents parlementaires.
Les préparatifs pour l'émigration de ces éminents personnages inclurent l'envoi d'un navire à la cargaison inhabituelle, composée notamment de pièces de fer destinées à une herse et à des pont-levis, le tout accompagné même d'un ingénieur militaire chevronné[réf. nécessaire]. Le fort de Saybrook devait être le plus solide de la Nouvelle-Angleterre. Cependant, ils[Qui ?] apprirent bientôt que leur plan de quitter l'Angleterre avait été éventé et craignirent qu'ils[Qui ?] ne seraient pas autorisés à vendre leurs biens pour prendre le bateau. En 1638, les plans de départ pour Saybrook furent abandonnés. Les difficultés financières de Cromwell dissipées par un héritage providentiel, il quitta Huntingdon pour s'établir à Ely, tout proche. Ainsi, les promoteurs restèrent en Angleterre et purent jouer leurs rôles politiques et militaires respectifs durant la première révolution anglaise et ses suites. La colonie souffrit de ceci et, en 1644, Fenwick décida de fusionner la colonie avec celle, plus prospère, du Connecticut, à quelques miles de là, en amont du fleuve Connecticut.
En 1647, le major John Mason prit le commandement du fort de Saybrook, qui contrôlait les voies de commerce et d'approvisionnement vers la haute vallée du fleuve Connecticut. Le fort fut complètement détruit par un incendie mystérieux, mais un autre fut rapidement construit à proximité. Mason passa les douze années suivantes à cet endroit et occupa les fonctions de commissaire de la confédération de Nouvelle-Angleterre, de chef militaire, de magistrat, et d'officier de maintien de la paix. Il fut constamment appelé à négocier équitablement l'achat de terres indiennes, à écrire un traité ou encore à arbitrer certains différends.